# William Dyer
William Dyer (11 de março de 1881 – 22 de dezembro de 1933) foi um ator norte-americano da era do cinema mudo. Nascido em Atlanta, Geórgia, ele atuou em 83 filmes entre 1916 a 1933. Faleceu em Hollywood, Califórnia.

## Filmografia parcial
- Broken Fetters (1916)
- Two Seats at the Opera (1916)
- Triumph (1917)
- Anything Once (1917)
- All Night (1918)
- The Red Glove (1919)
- The Four-Bit Man (1919)
- The Trail of the Octopus (1919)
- The Screaming Shadow (1920)
- The Courage of Marge O'Doone (1920)
- Perils of the Wild (1925)
- The Man in the Saddle (1926)